# كوجو (فلم)
«كوجو» هو فيلم رعب أمريكي أنتج عام 1983 وهو مقتبس عن رواية ستيفن كينغ لعام 1981 التي تحمل نفس الاسم. الفيلم من إخراج لويس تيج وكتابة دون كارلوس دوناواي وباربرا تيرنر (التي سجلت نفسها على الفيلم باسم لورين كورير)،  وبطولة دي والاس ودانيال هيو كيلي وداني بينتورو. يدور الفيلم حول كلب سانت بيرنارد مصاب بالسعار يحبس أمًا وطفلها داخل سيارتهما دون طعام أو ماء أثناء موجة حر، ويحاولان البقاء على قيد الحياة.
تلقى الفيلم تقييمات متباينة، وحقق نجاحًا متواضعًا أثناء إصداره المسرحي، إلا أنه جمع حوله طائفة من المعجبين خلال السنوات التالية منذ إصداره. تم الإعلان عن اقتباس آخر للفيلم في عام 2015 وهو حاليًا قيد الإنتاج.

## القصة
كوجو هو كلب سان برنارد ودود وهادئ، وفي أحد الأيام يطارد أرنبًا بريًا ويدخل رأسه في كهف، حيث يعضه أحد الخفافيش على أنفه. في هذه الأثناء، تذهب عائلة ترينتون – مدير الإعلان فيك (دانيال هيو كيلي)، وربة البيت دونا (دي والاس) وابنهما الصغير تاد (داني بينتورو) – إلى منزل فني سيارات في الريف يدعى جو كامبر (إد لوتر) لتجري بعض الإصلاحات على سيارة العائلة، حيث يلتقون بالكلب كوجو (من المقدمة)، والذي تملكه عائلة كامبر. تلاحظ دونا العضة على أنف كوجو، ولكنها لا تهتم للأمر. في وقت لاحق، يتعرض زواج فيك ودونا للمشاكل عندما يعلم فيك أن دونا تقيم علاقة مع صديقها السابق من الثانوية، ستيف كيمب (كريستوفر ستون)، في حين أن إعلان فيك عن حبوب الفطور يفشل. تغادر شاريتي (كايولاني لي) وبريت (بيلي جاكوبي)، زوجة جو وابنه، المنزل لمدة أسبوع لزيارة أختها. وصل كوجو إلى مرحلة السعار وقتل جارهم السكير، غاري بيرفير (ميلز واتسون)، ثم قتل جو قبل أن يتمكن من الاتصال بالسلطات.
يخرج فيك من المدينة في رحلة عمل، وتعود دونا وتاد إلى منزل آل كامبر لإجراء المزيد من الإصلاحات على السيارة. يهاجمهم كوجو، فيتخذون مأوى في سيارة فورد بينتو. تحاول دونا أن تقود سيارتها إلى المنزل، لكن منوب السيارة يتعطل ويعلق الاثنان داخل السيارة. كانت الشمس حارقة ولا تحتمل، وأدركت دونا أنها يجب أن تفعل شيئا قبل أن يموت كلاهما من ضربة شمس أو من الجفاف. لكن محاولات الهروب تفشل دائما بسبب هجوم كوجو. يعود فيك إلى منزله ليصلح زواجه، فيجد دونا وتاد مفقودين وأن منزله تعرض للخراب على يد كيمب. يشك في كيمب قد اختطفهما، لكنه بعد ذلك يدرك أن زوجته وابنه قد يكونان في منزل آل كامبر.
يصل قائد الشرطة المحلي، جورج بانرمان (ساندي وارد)، إلى المنزل قبل أن يواجه كوجو أمامه، والذي يطارده حتى الحظيرة وينهشه حتى الموت. في هذه الأثناء، تستغل دونا غفلة كوجو وتضربه بمضرب بيسبول حتى ينكسر، ثم يقفز كوجو عليها فتغرس في بطنه الجزء المدبب من المضرب المكسور. تأخذ دونا مسدس المأمور وتعود إلى تاد الذي عانى من الجفاف والحرارة الزائدة. تأخذ دونا ابنها إلى المنزل، لكن كوجو ينهض ويهجم عليهم من نافذة المطبخ ويحاول قتلهم. أطلقت دونا النار على كوجو وأردته ميتا، قبل أن يصل فيك ويجتمع مع عائلته من جديد.

## الممثلون
- دي والاس – دونا ترينتون
- داني بينتورو – تاد ترينتون
- دانيال هيو كيلي – فيك ترينتون
- كريستوفر ستون – ستيف كيمب
- إد لوتر – جو كامبر: زوج شاريتي العنيف، ووالد بريت السكير وصديق غاري.
- كايولاني لي – شاريتي كامبر: زوجة جو وأم بريت
- بيلي جاكوبي – بريت كامبر: ابن شاريتي وجو
- ميلز واتسون – غاري بيرفير، جار جاردر وصديق جو
- جيري هاردن – ماسين
- ساندي وارد – جورج بانرمان
- مو – كوجو

## الإنتاج
كان المخرج الأصلي للفيلم هو بيتر ميداك، والذي غادر المشروع بعد يومين من التصوير، مع مخرج التصوير طوني ريتشاردسون. تم استبدالهما من قبل لويس تيغ ويان دي بونت، على التوالي.

## الاستقبال

### شباك التذاكر
حقق الفيلم نجاحًا متواضعًا في شباك التذاكر لصالح شركة وارنر براذرز. تم إصدار الفيلم في 12 أغسطس 1983 في الولايات المتحدة، واحتل المركز الثاني في شباك التذكار في نهاية الأسبوع. وحققت إجمالي 21,156,152 دولار محليًا،  ما جعله رابع أنجح فيلم رعب في عام 1983 وراء Jaws 3-D و Psycho II و Twilight Zone: The Movie.

### استقبال النقاد
حصل الفيلم على نسبة موافقة تبلغ 58٪ في موقع الطماطم الفاسدة بناءً على 31 تقييمًا بمتوسط تقييم يبلغ 5.6/10. في موقع ميتاكريتيك، حصل الفيلم على درجة 58/100 على أساس ثمانية نقاد، وهذا يعني «مراجعات مختلطة أو متوسطة». أعطى المؤلف والناقد السينمائي ليونارد مالتين الفيلم ثلاثة من أصل أربع نجوم، واصفاً إياه بأنه «مخيف حقاً»، وأضاف أنه «يبني الإثارة ببطء ولكن بثبات إلى ذروته المرعبة (ولكن ليست الدموية)». بينما وصف ستيفن كينغ الفيلم بأنه «رائع» وقال أنه أحد الأفلام المفضلة لديه من بين التي اقتبست أعماله.

## اقتباسات أخرى
في عام 2015، أعلنت شركة صن كلاسيك للأفلام أنها ستنتج اقتباسا آخر بعنوان C.U.J.O. والذي يرمز إلى «العمليات المشتركة لوحدة الكلاب» أو "Canine Unit Joint Operations".

## وصلات خارجية
- مقالات تستعمل روابط فنية بلا صلة مع ويكي بيانات